# التدخين في السعودية
التدخين في المملكة العربية السعودية ممنوع في جميع الأماكن العامة مثل المطارات، وأماكن العمل، والجامعات، ومراكز البحوث، والمستشفيات، والمباني الحكومية، والأماكن المرتبطة بالسياحة، وفي جميع الأماكن المرتبطة بالدين (المساجد بالطبع وغيرها من المنشآت الدينية)، والمنشآت المرتبطة بالتعليم من مدارس وجامعات، والمؤتمرات والتجمعات العامة، والمؤسسات الرياضية، والجمعيات الخيرية، وجميع وسائل النقل العام والمرافق المرتبطة بها، وجميع المصانع خاصةً تلك التي بها معالجة للمواد، ونسبة كبيرة من الأماكن العامة.
أشارت الإحصاءات الرسمية التي قامت بها وزارة الصحة في عام 2007 إلى أن 75.4% من السكان يعتقدون أنه يجب حظر التدخين في الأماكن العامة.
تشير «الأرقام الرسمية» لعام 2012 إلى وجود حوالي ستة ملايين مدخن في المملكة، بما في ذلك ثمانمائة ألف طالب في المدارس المتوسطة والثانوية. وكان حوالي 10% من المدخنين من النساء.
وجدت دراسة أجريت في عام 2009 أن التدخين كان واسع الانتشار في جميع الفئات العمرية. وقد كانت النسبة المئوية الأدنى للمدخنين هي بين طلاب الجامعات، حيث بلغت حوالي 13.5٪، بينما كانت أعلى نسبة بين المسنين حيث بلغت حوالي 25٪. ووجدت الدراسة أيضًا أن النسبة المئوية المتوسطة للمدخنين الذكور أعلى بكثير من الإناث، فقد كانت 26.5% للذكور، بينما الإناث 9% فقط.

## التاريخ
قبل عام 2010، لم يكن لدى المملكة العربية السعودية سياسات رسمية تحظر أو تقيد التدخين.
ولكن في عام 2010، تم فرض قيود على التدخين في المطارات وكذلك في جامعة الملك فهد للبترول والمعادن.
وبعد ذلك توالت الهيئات والجهات العامة التي تفرض حظرًا على التدخين فيها، ففي عام 2011 فرضت جامعة أم القرى أيضًا قيودًا على التدخين.
ثم في عام 2012 حظر الأمير أحمد بن عبد العزيز التدخين في المباني الحكومية (العامة والخاصة) وفي غالبية الأماكن العامة، كان الحظر فقط داخل المباني، وليس حولها. كما حظر القانون أيضًا شراء منتجات التبغ على الأشخاص الذين تقل أعمارهم عن 18 عامًا.
وفي وقت لاحق من نفس العام، قامت الهيئة العامة للسياحة والآثار في المملكة العربية السعودية بحظر جميع أشكال التدخين داخل وحول مراكز السياحة مثل الفنادق ووكالات السفر وغيرها.
في عام 2016 صدر مرسوم بحظر التدخين بالقرب من الأماكن الدينية (المساجد)، وكذلك أماكن التعليم، والمرافق المتعلقة بالصحة أو الرياضة، ومصانع المعالجة والتصنيع، وجميع أشكال وسائل النقل العام، والمؤسسات الخيرية. أوضح الحظر الجديد أيضًا أنه لا يُسمح بالتدخين في المنشآت الحكومية الخاصة أو العامة. كما حث المرسوم الصادر من المملكة هيئات الحكومة على جميع المستويات على بذل جهد كبير قدر الإمكان لمنع أكبر قدر ممكن من التدخين، بما في ذلك حظر الزراعة ومعالجة التبغ. كما حدت من طُرق بيع التبغ: حيث يجب بيع السجائر فقط في عبوات (أي لا تُباع فُرادى) ويحظر بيعها في مرافق النقل العام وجميع آلات البيع.

## القوانين والحظر
كانت هناك قيود قليلة جدًا على التدخين في المملكة العربية السعودية قبل عام 2010. لكن في عام 2010 قررت الهيئة العامة للطيران المدني بدعم من مجلس الوزراء تقييد التدخين في المناطق المخصصة في جميع المطارات والمباني المرتبطة بها في المملكة، وكذلك فرض غرامات لا تقل عن 200 ريال سعودي (أي حوالي 53 دولار أمريكي) على المخالفين.
بعد ذلك بدأت جامعة الملك فهد للبترول والمعادن في بذل جهود كبيرة لحظر التدخين في جميع أنحاء الحرم الجامعي.
وفي العام التالي، بدأت جامعة أم القرى أيضًا في حظر التدخين في حرمها الجامعي.
كما حظر مستشفى الملك فيصل التخصصي التدخين ليس فقط داخل مرافقه بل وأيضاً من حولها.
في عام 2016 صدر مرسوم بحظر التدخين داخل وحول أماكن العبادة والمؤسسات الأخرى المعنية بالرياضة أو الثقافة أو التعليم أو الصحة أو التفاعل الاجتماعي أو الأعمال الخيرية. ويُغَرَّم الأفراد الذين ينتهكون ذلك الحظر بغرامة تتراوح بين 200 ريال سعودي (ما يُعادل 53 دولار أمريكي) و5000 ريال سعودي (ما يُعادل 1300 دولار أمريكي). ينطبق نفس المرسوم على جميع أشكال وسائل النقل العام بما في ذلك المنشآت مثل محطات الحافلات، ومصانع التصنيع والمعالجة. كما تم بذل الجهود من أجل «زيادة الوعي حول الآثار الضارة للتدخين ومنتجات التبغ في جميع أنحاء المملكة». يحظر أيضًا بموجب ذلك المرسوم بيع التبغ والمنتجات ذات الصلة للأشخاص دون سن الثامنة عشرة، كذلك يحظر تقديم المنتجات التي تشمل التبغ أو المنتجات ذات الصلة بسعر مخفض، ويشمل ذلك حظر تقديم منتجات التبغ كعينات مجانية أو تقديم التبغ كهدايا، كما يحظر بيع أو استيراد أي منتجات بها إعلانات تروج للتبغ بأي شكل من الأشكال (لا يقتصر على السجائر)، ويحظر إنشاء أو بيع أو استيراد أي ألعاب أو أغذية تشبه أجهزة التدخين أو غيرها من المنتجات ذات الصلة بالتبغ. وحدد المرسوم غرامة قدرها 20000 ريال سعودي (أي ما يعادل 5300 دولار أمريكي) لمن يُخالف ذلك.